# Liste der Biografien/Marx
Liste der Biografien |
Portal Biografien |
Personensuche
# |
A |
B |
C |
D |
E |
F |
G |
H |
I |
J |
K |
L |
M |
N |
O |
P |
Q |
R |
S |
T |
U |
V |
W |
X |
Y |
Z |
?
 
Ma |
Mb |
Mc |
Md |
Me |
Mf |
Mg |
Mh |
Mi |
Mj |
Mk |
Ml |
Mm |
Mn |
Mo |
Mp |
Mq |
Mr |
Ms |
Mt |
Mu |
Mv |
Mw |
Mx |
My |
Mz
 
Maa |
Mab |
Mac |
Mad |
Mae |
Maf |
Mag |
Mah |
Mai |
Maj |
Mak |
Mal |
Mam |
Man |
Mao |
Map |
Maq |
Mar |
Mas |
Mat |
Mau |
Mav |
Maw |
Max |
May |
Maz
 
Mara |
Marb |
Marc |
Mard |
Mare |
Marf |
Marg |
Marh |
Mari |
Marj |
Mark |
Marl |
Marm |
Marn |
Maro |
Marp |
Marq |
Marr |
Mars |
Mart |
Maru |
Marv |
Marw |
Marx |
Mary |
Marz
Die Liste der Biografien führt alle Personen auf, die in der deutschsprachigen Wikipedia einen Artikel haben. Dieses ist eine Teilliste mit 236 Einträgen von Personen, deren Namen mit den Buchstaben „Marx“ beginnt.

## Marx
- Marx von Marxberg, Wilhelm (1815–1897), österreichischer Polizist, Polizeipräsident von Wien (1873–1881)
- Marx von Söhnen, Gustav (1882–1960), deutscher Maler
- Marx, Adolf (1898–1977), deutscher Politiker (NSDAP), MdR, MdL
- Marx, Adolph (1915–1965), deutsch-US-amerikanischer Geistlicher, römisch-katholischer Bischof von Brownsville
- Marx, Adolph Bernhard (1795–1866), deutscher Musikwissenschaftler und Komponist
- Marx, Alena (* 2000), Schweizer Kanutin
- Marx, Alexander (1878–1953), US-amerikanischer Historiker, Judaist, Bibliograf und Bibliothekar
- Marx, Alexander Richard (1815–1851), deutscher Maler, Kupfer- und Stahlstecher sowie Verleger
- Marx, Alois (1900–1979), deutscher Politiker (CDU), MdL
- Marx, André (* 1973), deutscher AutorAndré Marx (* 1973)

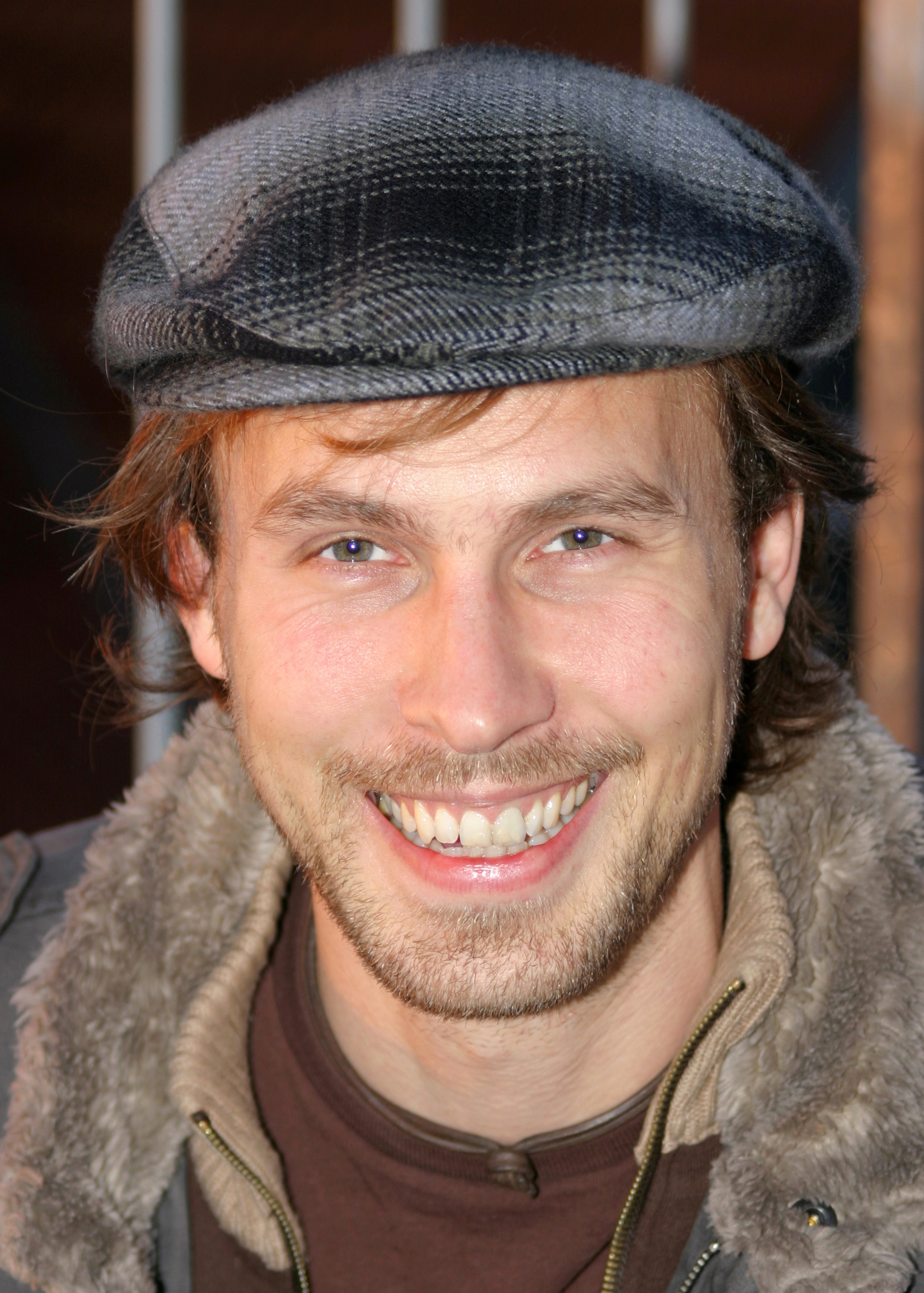
André Marx (* 1973)

- Marx, Andreas (* 1968), deutscher Chemiker und Hochschullehrer
- Marx, Anne (1913–2006), deutschamerikanische Lyrikerin
- Marx, Arthur (1921–2011), US-amerikanischer Drehbuchautor und Schriftsteller
- Marx, August (1906–1990), deutscher Hochschullehrer, Priester und Seelsorger
- Marx, Bernhard (* 1919), deutscher Fußballspieler
- Marx, Bill (* 1937), amerikanischer Jazzmusiker (Piano, Komposition)
- Marx, Carl (1829–1912), deutscher Architekt und kommunaler Baubeamter666
- Marx, Carl (1861–1933), deutscher Opernsänger (Bass) und Theaterregisseur
- Marx, Carl (1911–1991), deutscher Maler
- Marx, Caroline (1824–1847), Schwester von Karl Marx
- Marx, Chico (1887–1961), amerikanischer KomikerChico Marx (1887–1961)

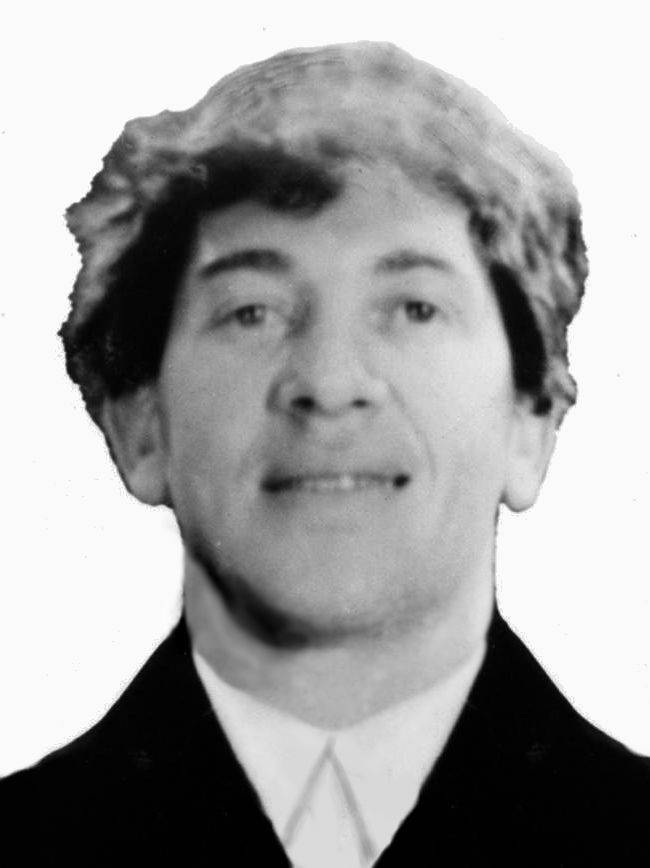
Chico Marx (1887–1961)

- Marx, Christoph (* 1957), deutscher Historiker
- Marx, Christoph (* 1971), deutscher Historiker
- Marx, Claudia (* 1978), deutsche Leichtathletin
- Marx, Claudius (* 1959), deutscher Jurist
- Marx, Claus (* 1931), deutscher Bergbauingenieur
- Marx, Clemens (1871–1953), deutscher Bauingenieur und Reichsbahnbeamter
- Marx, Dick (1924–1997), US-amerikanischer Pianist, Arrangeur und Komponist
- Marx, Dorothea (* 1957), deutsche Politikerin (SPD), MdB, MdL
- Marx, Eberhard (* 1951), deutscher Industriedesigner und Maler
- Marx, Ed (* 1947), US-amerikanischer Filmeditor
- Marx, Eduard (1826–1837), Bruder von Karl Marx
- Marx, Eleanor (1855–1898), deutsch-englische Sozialistin und jüngste Tochter von Karl MarxEleanor Marx (1855–1898)

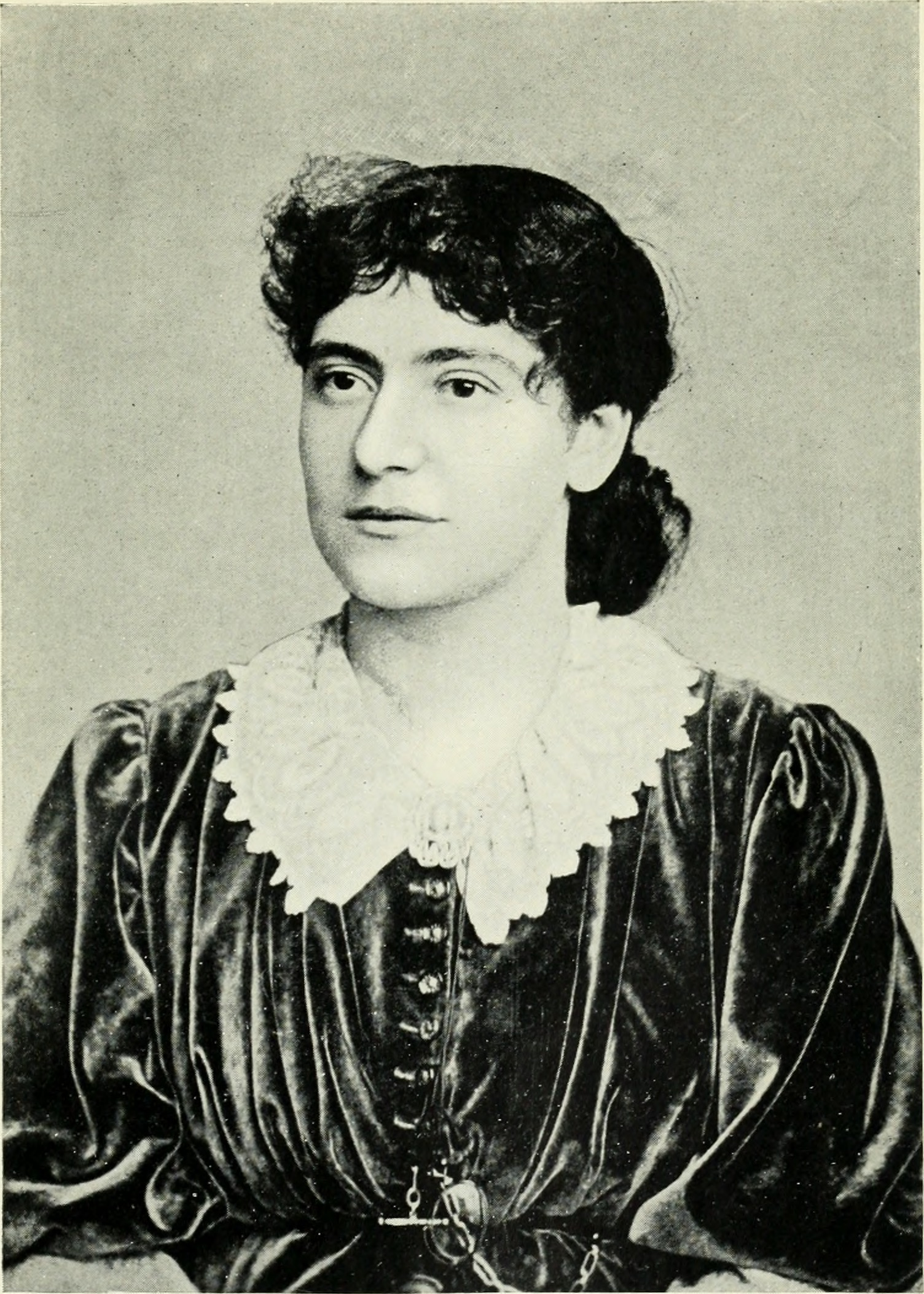
Eleanor Marx (1855–1898)

- Marx, Ellen (1921–2008), deutsch-argentinische Menschenrechtlerin
- Marx, Ellen (1939–2023), deutsch-französische Künstlerin und Autorin
- Marx, Emil (1895–1963), deutscher Politiker (CDU), MdL
- Marx, Enrico (* 1976), deutscher Rechtsextremist, Neonazi, JN-Funktionär
- Marx, Erich (* 1906), deutscher Skilangläufer
- Marx, Erich (1921–2020), deutscher Unternehmer, Kunstsammler und Mäzen
- Marx, Erich (* 1947), österreichischer Historiker, Direktor des Salzburg Museums
- Marx, Ernst (1865–1949), deutscher Historiker und Bibliothekar
- Marx, Ernst Julius (1728–1799), deutscher Orgelbauer in Berlin
- Marx, Ernst Ritter von (1869–1944), preußischer Beamter
- Marx, Erwin (1841–1901), deutscher Architekt und Hochschullehrer
- Marx, Erwin Otto (1893–1980), deutscher Hochspannungstechniker
- Marx, Falko (1941–2012), deutscher Goldschmied
- Marx, Ferdinand (1827–1898), deutscher Turner und Turnlehrer
- Marx, Frank Christian (* 1977), deutscher Schauspieler und Filmproduzent
- Marx, Franz (1903–1985), deutscher Politiker (SPD), MdL, MdB
- Marx, Franz (1922–1985), österreichischer Politiker (ÖVP), Landtagsabgeordneter im Burgenland
- Marx, Franz (* 1963), österreichischer Ringer
- Marx, Frederick, US-amerikanischer Filmproduzent, Filmeditor, Drehbuchautor und Filmregisseur
- Marx, Fridhelm (1945–2021), deutscher Verwaltungsbeamter
- Marx, Friedhelm (* 1963), deutscher Literaturwissenschaftler
- Marx, Friedrich (1830–1905), österreichischer Schriftsteller und Offizier
- Marx, Friedrich (1859–1941), deutscher klassischer Philologe
- Marx, Friedrich Emanuel (1767–1826), deutscher Orgelbauer in Berlin
- Marx, Fritz (1900–1985), deutscher Landwirt und Politiker (NSDAP), MdR, MdL
- Marx, Gary, englischer Musiker
- Marx, Gary T. (* 1938), amerikanischer Soziologe
- Marx, Georg (1846–1904), deutscher Ingenieur
- Marx, George (1838–1895), deutsch-amerikanischer Arachnologe, wissenschaftlicher Illustrator und Mediziner
- Marx, George (1843–1927), deutscher Bankier
- Marx, Gernot (* 1966), deutscher Intensivmediziner und Universitätsprofessor
- Marx, Gertrud (1904–1989), sozialistische Politikerin (SPD, KPD, SED), MdV und VVN-Funktionärin
- Marx, Gisela (* 1942), deutsche Autorin, Journalistin, Fernsehmoderatorin und -regisseurin sowie Film- und Fernsehproduzentin
- Marx, Groucho (1890–1977), US-amerikanischer Schauspieler und Entertainer
- Marx, Gummo (1892–1977), US-amerikanischer Komiker
- Marx, Günter (1938–2017), deutscher Physikochemiker
- Marx, Gustav (1855–1928), deutscher Maler
- Marx, Hans (1882–1973), deutscher Jurist
- Marx, Hans Joachim (* 1935), deutscher Musikhistoriker
- Marx, Hans-Joachim (1923–2010), deutscher Komponist und Dirigent
- Marx, Harald (* 1942), deutscher Kunsthistoriker
- Marx, Harald (* 1947), deutscher Psychologe
- Marx, Harpo (1888–1964), US-amerikanischer KomikerHarpo Marx (1888–1964)

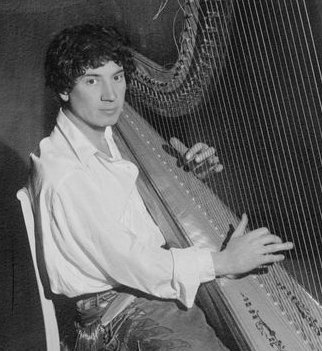
Harpo Marx (1888–1964)

- Marx, Heinrich (1777–1838), preußischer Advokat-Anwalt
- Marx, Heinrich (1879–1938), deutscher Jurist, Mitglied des Provinziallandtages der Provinz Hessen-Nassau
- Marx, Heinrich (1885–1971), deutscher römisch-katholischer Priester und Heimatforscher
- Marx, Heinz (1939–2022), deutscher Fußballspieler
- Marx, Hellmut (1901–1945), deutscher Internist und Hochschullehrer
- Marx, Hellmuth (1915–2002), österreichischer Bildhauer
- Marx, Henry (1911–1994), deutsch-jüdischer Journalist, Theater- und Musikkritiker sowie Buchautor
- Marx, Henry (* 1982), deutscher Politiker (SPD)Henry Marx (* 1982)

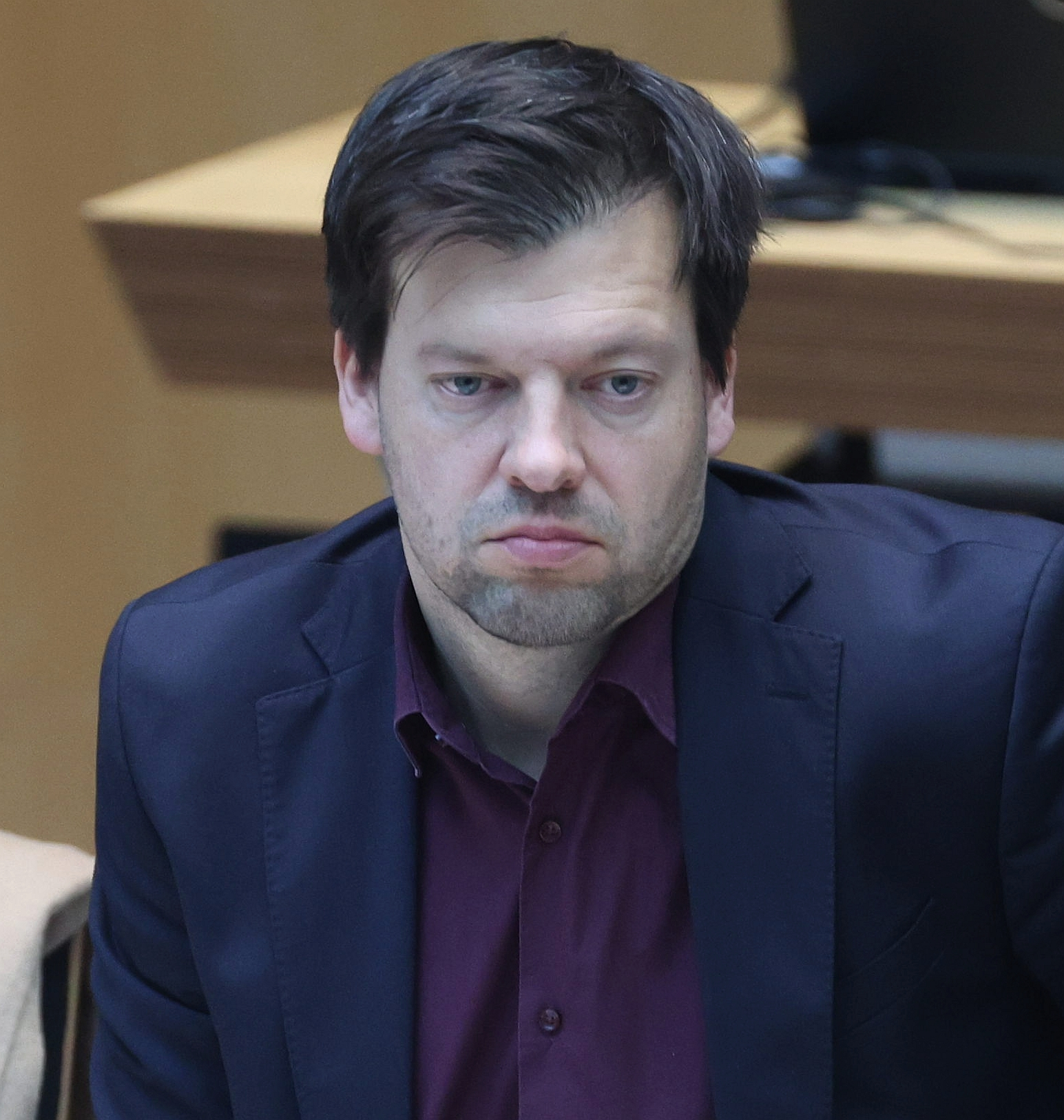
Henry Marx (* 1982)

- Marx, Herbert (* 1932), deutscher Tischtennisspieler
- Marx, Hermann (1877–1953), deutscher HNO-Arzt
- Marx, Hilde (1911–1986), deutschamerikanische Lyrikerin, Schriftstellerin und Journalistin
- Marx, Hildegard (1912–1992), deutsche Politikerin (SPD), Mitglied des Abgeordnetenhauses von Berlin
- Marx, Horst Günter (* 1955), deutscher Schauspieler
- Marx, Hugo (1892–1979), deutscher Jurist und Publizist
- Marx, Jacob (1926–1992), deutscher Politiker (CDU), MdL
- Marx, Jacques (* 1936), deutscher Pharmazeut, Vorsitzender der jüdischen Gemeinde Duisburg-Mülheim-Oberhausen (1973 bis 2010)
- Marx, Jakob (1803–1876), deutscher römisch-katholischer Theologe und Geistlicher
- Marx, Jan-Hendrik (* 1995), deutscher Fußballspieler
- Marx, Jean-Jacques (* 1957), französischer Fußballspieler und -trainer
- Marx, Jenny (1814–1881), deutsche Sozialistin und Ehefrau von Karl Marx
- Marx, Joachim (* 1944), polnischer Fußballspieler und späterer -trainer
- Marx, Johannes (* 1976), deutscher Politikwissenschaftler und Hochschullehrer
- Marx, Josef (1913–1978), US-amerikanischer Oboist und Musikwissenschaftler
- Marx, Josef (1934–2008), deutscher Fußballspieler
- Marx, Joseph (1882–1964), österreichischer Komponist
- Marx, Jules (1882–1944), deutscher Theater- und Varieté-Betreiber und -Direktor
- Marx, Julius (1888–1970), deutscher Unternehmer, Schriftsteller und Widerstandskämpfer
- Marx, Karl (1818–1883), deutscher Philosoph, Ökonom und JournalistKarl Marx (1818–1883)

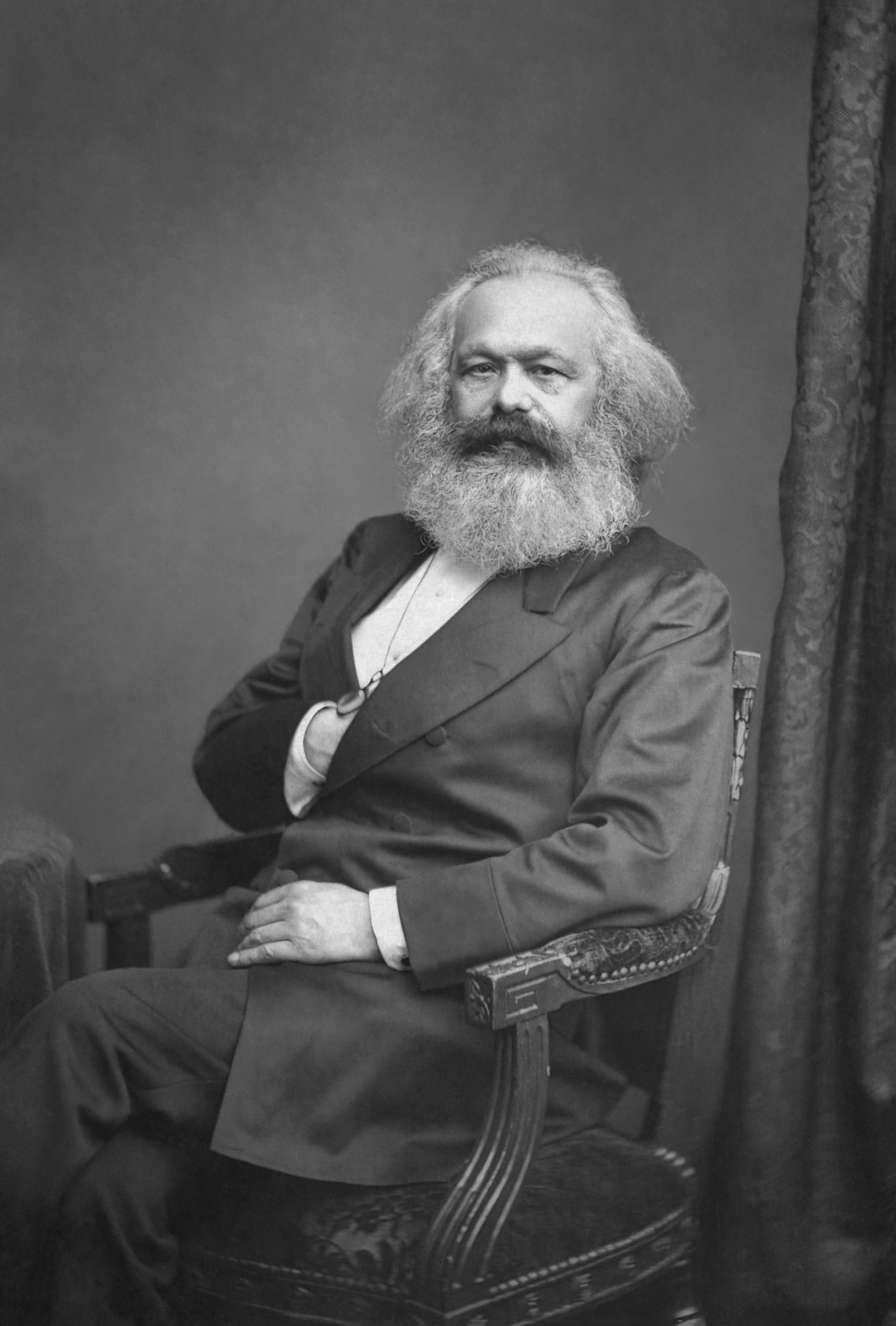
Karl Marx (1818–1883)

- Marx, Karl (1844–1914), deutscher Metzger und Politiker
- Marx, Karl (1897–1966), deutscher Journalist und Herausgeber
- Marx, Karl (1897–1985), deutscher Komponist und Musikpädagoge
- Marx, Karl (1929–2008), deutscher Maler und Kunstprofessor
- Marx, Karl Friedrich Heinrich (1796–1877), deutscher Mediziner
- Marx, Karl Michael (1794–1864), deutscher Physiker und Chemiker
- Marx, Karl von (1832–1890), deutscher Chemiker und Hochschullehrer
- Marx, Karl-Heinz (1923–1964), deutscher Fußballspieler und Fußballtrainer
- Marx, Katja (* 1965), deutsche Journalistin und Medienmanagerin
- Marx, Leopold (1889–1983), deutsch-israelischer Schriftsteller, Dichter und Fabrikant
- Marx, Lilli (1921–2004), deutsche Journalistin und jüdische Verbandsfunktionärin
- Marx, Lothar Franz (1764–1831), deutscher römisch-katholischer Theologe
- Marx, Manuela (* 1947), deutsche Schauspielerin
- Marx, Marcus Jacob (1743–1789), deutscher Mediziner und kurfürstlicher Hofmedicus
- Marx, Mareike (* 1984), deutsche Theaterleiterin
- Marx, Mareile (* 1962), deutsche Filmeditorin
- Marx, Maria (* 1950), deutsche Politikerin (Die Grünen), MdL
- Marx, Maria, deutsche Schauspielerin
- Marx, Marina (* 1990), SängerinMarina Marx (* 1990)

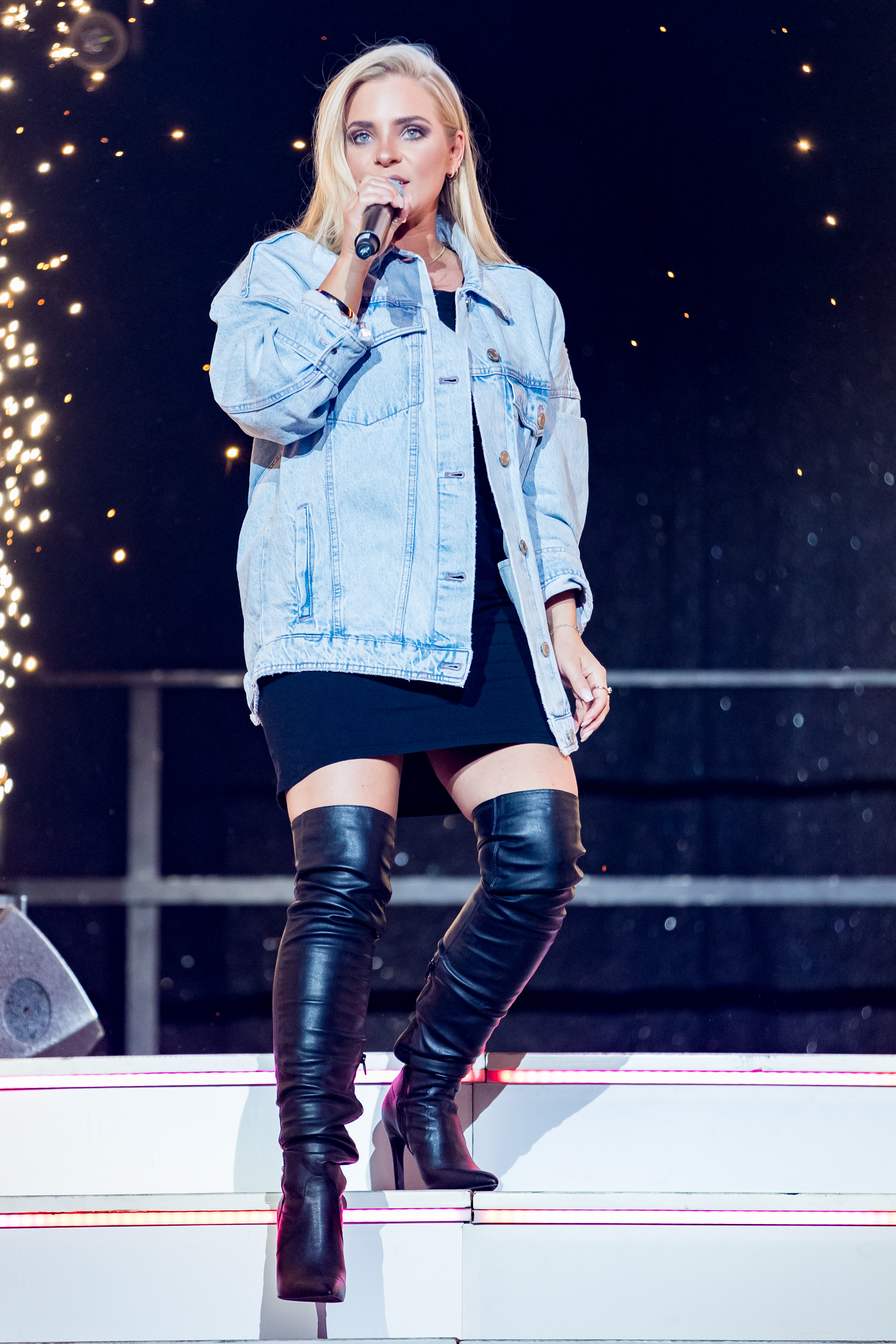
Marina Marx (* 1990)

- Marx, Marius (* 1968), deutscher Schauspieler, Sprecher und Musiker
- Marx, Mauritz David (1815–1819), Bruder von Karl Marx
- Marx, Max (1874–1939), österreichischer Theaterschauspieler, Regisseur, Operettensänger der Stimmlage Bass
- Marx, Melanie (* 1975), deutsche Schauspielerin
- Marx, Micha (* 1985), deutscher Kabarettist/Comedian und Cartoonist
- Marx, Michael (1955–2022), deutscher Gitarrist
- Marx, Michael (* 1960), deutscher Radsportler
- Marx, Michael (* 1966), deutscher Journalist und Fernsehmoderator
- Marx, Michael (* 1971), deutscher Arabist und Islamwissenschaftler
- Marx, Michael (* 1984), deutscher Faustballer
- Marx, Minnie (1865–1929), Mutter und Managerin der Marx BrothersMinnie Marx (1865–1929)

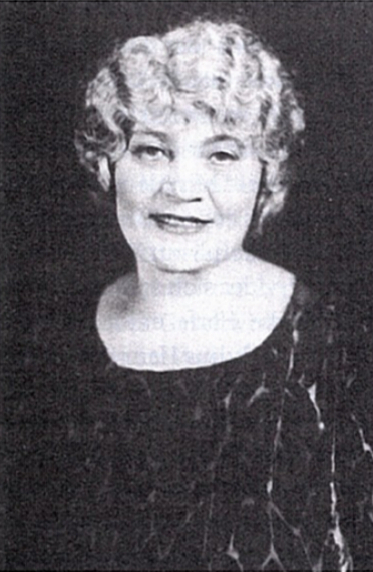
Minnie Marx (1865–1929)

- Marx, Miriam (* 1987), deutsche Fußballtrainerin und Fußballspielerin
- Marx, Nina (* 1973), deutsche Juristin, Richterin am Bundesgerichtshof
- Marx, Olaf Dante (1957–1993), deutscher Journalist und Musikkritiker
- Marx, Oristelle (* 1971), französische Rollstuhltennisspielerin
- Marx, Otto (1871–1964), deutscher Musikinstrumentenrestaurator und Klavierbauer
- Marx, Otto (1887–1963), deutscher Landschaftsmaler
- Marx, Otto (* 1898), deutscher Landrat
- Marx, Patricia, amerikanische Schriftstellerin und Humoristin
- Marx, Paul (1879–1956), österreichischer Schauspieler und Regisseur
- Marx, Paul (1888–1952), deutscher Jurist und Bankier
- Marx, Paul Jean (1935–2018), französischer Ordensgeistlicher, römisch-katholischer Bischof von Kerema
- Marx, Peter (1871–1958), deutscher Architekt
- Marx, Peter (1914–1978), deutscher Schauspieler
- Marx, Peter (1956–2022), deutscher Politiker (NPD) und Rechtsextremist
- Marx, Peter W. (* 1973), deutscher Theaterwissenschaftler
- Marx, Philipp (* 1982), deutscher Tennisspieler
- Marx, Rainer (* 1943), deutscher Radsportler
- Marx, Reinhard (* 1946), deutscher Rechtsanwalt
- Marx, Reinhard (* 1953), deutscher Geistlicher, Erzbischof von München und Freising, KardinalReinhard Marx (* 1953)

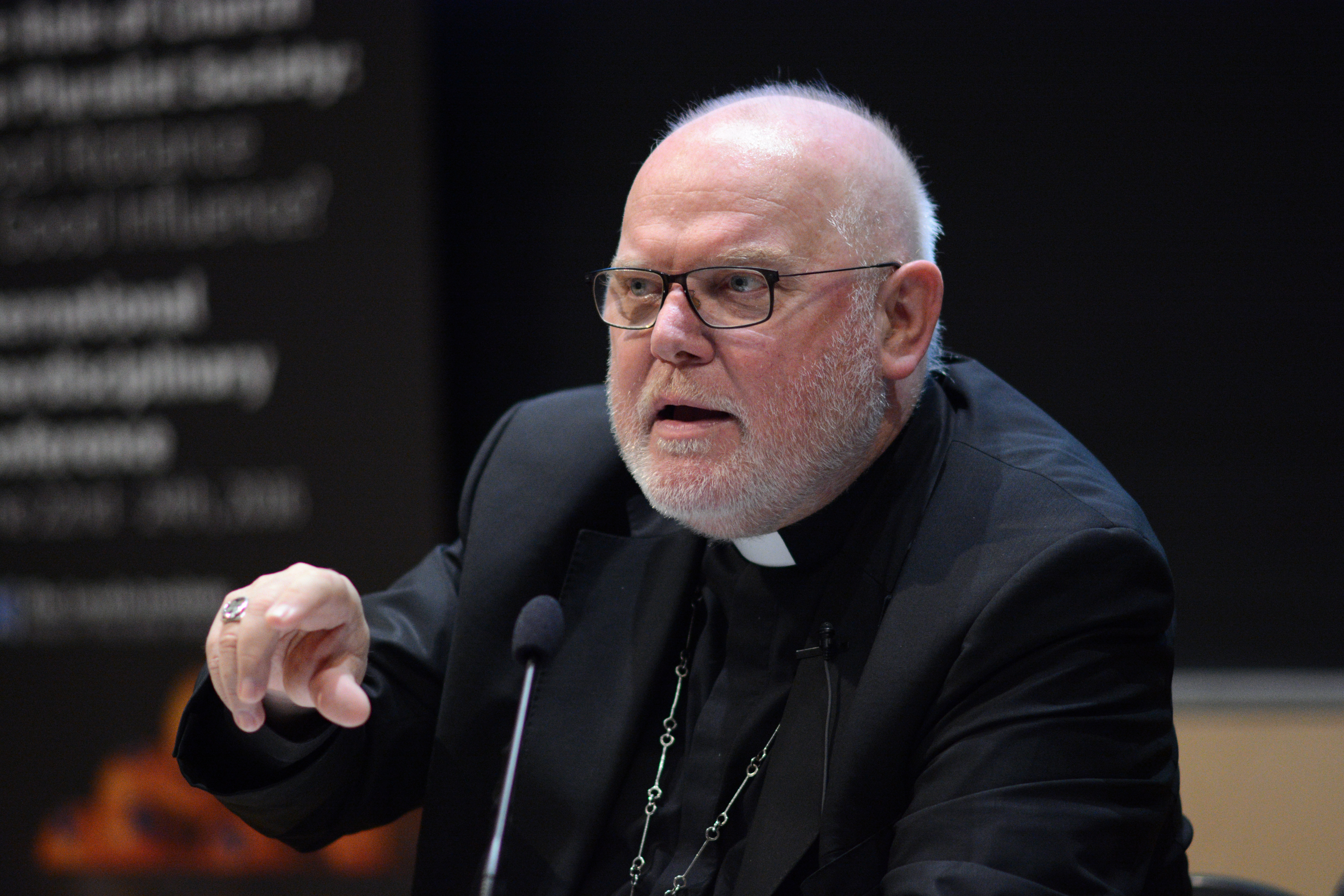
Reinhard Marx (* 1953)

- Marx, Richard (* 1963), US-amerikanischer Sänger und Songschreiber
- Marx, Robert (1883–1955), deutscher Rechtsanwalt und Syndikus
- Marx, Robert D. (* 1979), deutscher Sänger, Schauspieler und Musicaldarsteller
- Marx, Robert F. (1936–2019), US-amerikanischer Unterwasserarchäologe
- Marx, Roger (1859–1913), französischer Kunstkritiker
- Marx, Rolf (* 1957), deutscher Jazzmusiker (Gitarre)
- Marx, Rudolf (1899–1990), deutscher Verleger und Autor
- Marx, Rudolf (* 1943), deutscher Landrat des Vogelsbergkreises (CDU)
- Marx, Salomon (1866–1936), deutscher Industrieller, Bankier und Politiker
- Marx, Salomon (1873–1942), Kaufmann und Möbelhändler aus Augsburg
- Marx, Samuel (1775–1827), Rabbi
- Marx, Samuel (1902–1992), US-amerikanischer Filmproduzent
- Marx, Sonja (* 1969), deutsche Journalistin, Hörfunk- und FernsehmoderatorinSonja Marx (* 1969)

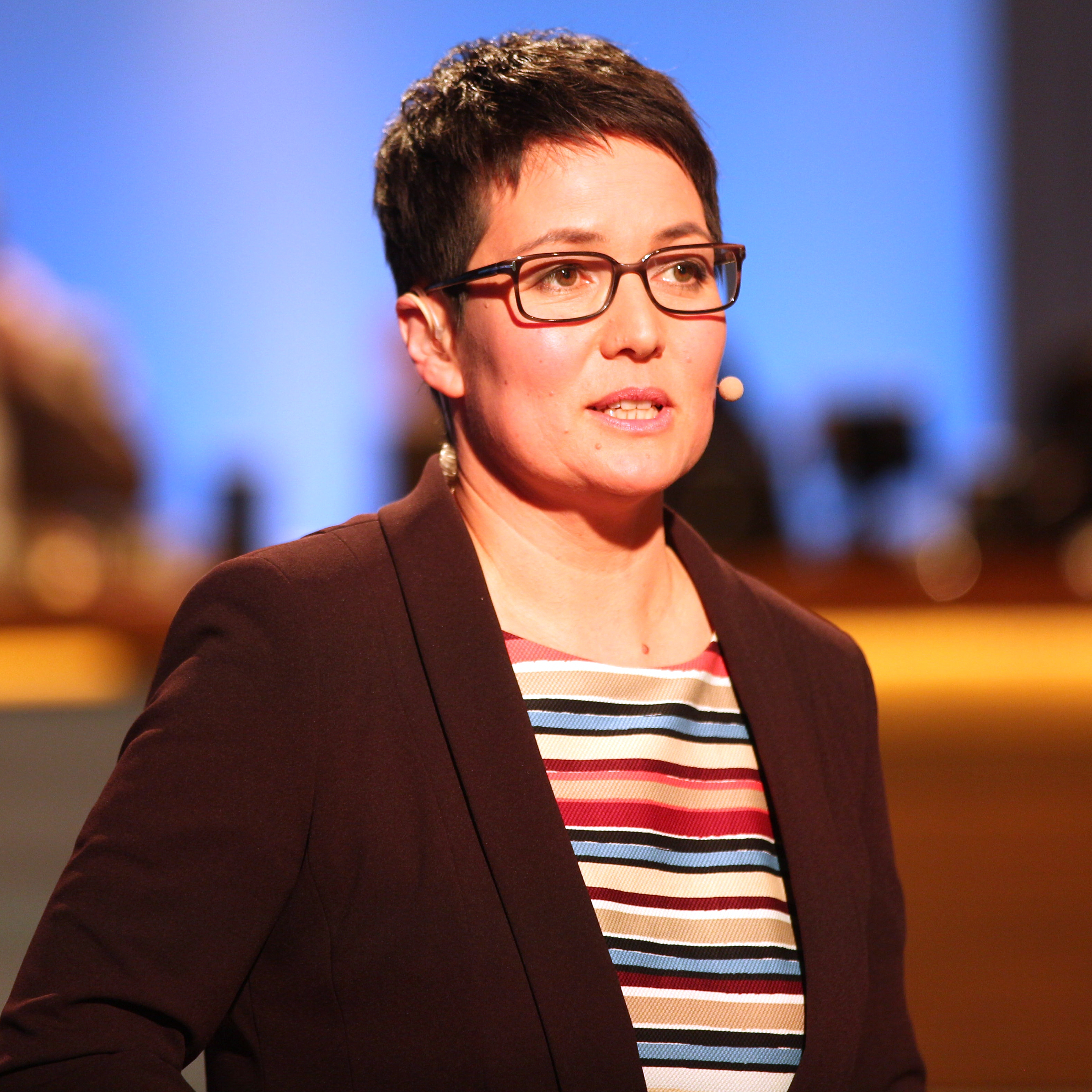
Sonja Marx (* 1969)

- Marx, Sophia (1816–1886), Schwester von Karl Marx
- Marx, Stefan (* 1969), deutscher Fußballspieler
- Marx, Stefan (* 1979), deutscher Zeichner und Künstler
- Marx, Steffen (* 1969), deutscher Bauingenieur und Hochschullehrer
- Marx, Sue (1930–2023), US-amerikanische Filmregisseurin und -produzentin
- Marx, Susanne (* 1966), deutsche Sachbuchautorin, Dozentin und Therapeutin für Klopfakupressur
- Marx, Sven (* 1967), deutscher Radreisender und Abenteurer
- Marx, Theodor (1833–1890), deutscher Architekt
- Marx, Thorben (* 1981), deutscher Fußballspieler
- Marx, Thorsten (* 1968), deutscher Marineoffizier und Flottillenadmiral
- Marx, Tom (* 1994), niederländischer Eishockeyspieler
- Marx, Tzvi (* 1942), amerikanischer Rabbiner
- Marx, Vivien, deutsch-US-amerikanische Wissenschaftsjournalistin
- Marx, Walter (1926–2013), deutschamerikanischer Widerstandskämpfer, Partisan und Überlebender des Holocaust
- Marx, Walter Burle (1902–1990), brasilianischer Pianist, Komponist und Dirigent
- Marx, Werner (1746–1806), Generalvikar in Köln
- Marx, Werner (1910–1994), deutscher Philosoph
- Marx, Werner (1916–1980), deutscher DBD-Funktionär, MdV
- Marx, Werner (1924–1985), deutscher Politiker (CDU), MdB
- Marx, Wilhelm (1851–1924), deutscher Jurist und Kommunalpolitiker, Oberbürgermeister der Stadt Düsseldorf
- Marx, Wilhelm (1863–1946), deutscher Jurist und Politiker (Zentrum), MdRWilhelm Marx (1863–1946)

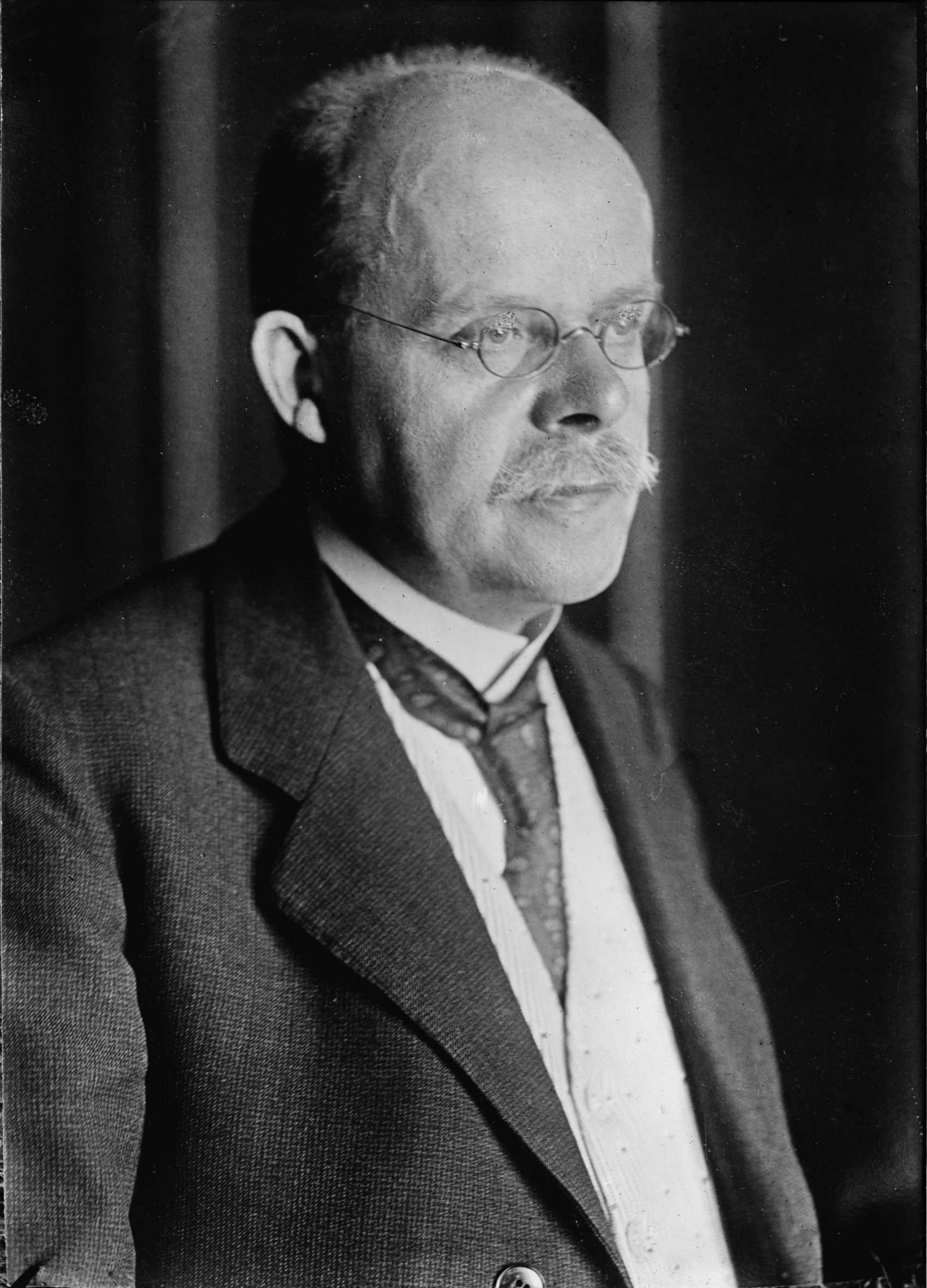
Wilhelm Marx (1863–1946)

- Marx, Willi (* 1947), deutscher Politiker (SPD)
- Marx, Wolfgang (1940–2011), deutscher Philosoph
- Marx, Wolfgang (* 1943), deutscher Psychologe, Hochschullehrer und Autor
- Marx, Wolfgang (* 1965), deutscher Politiker (SPD), MdHB
- Marx, Zeppo (1901–1979), US-amerikanischer KomikerZeppo Marx (1901–1979)

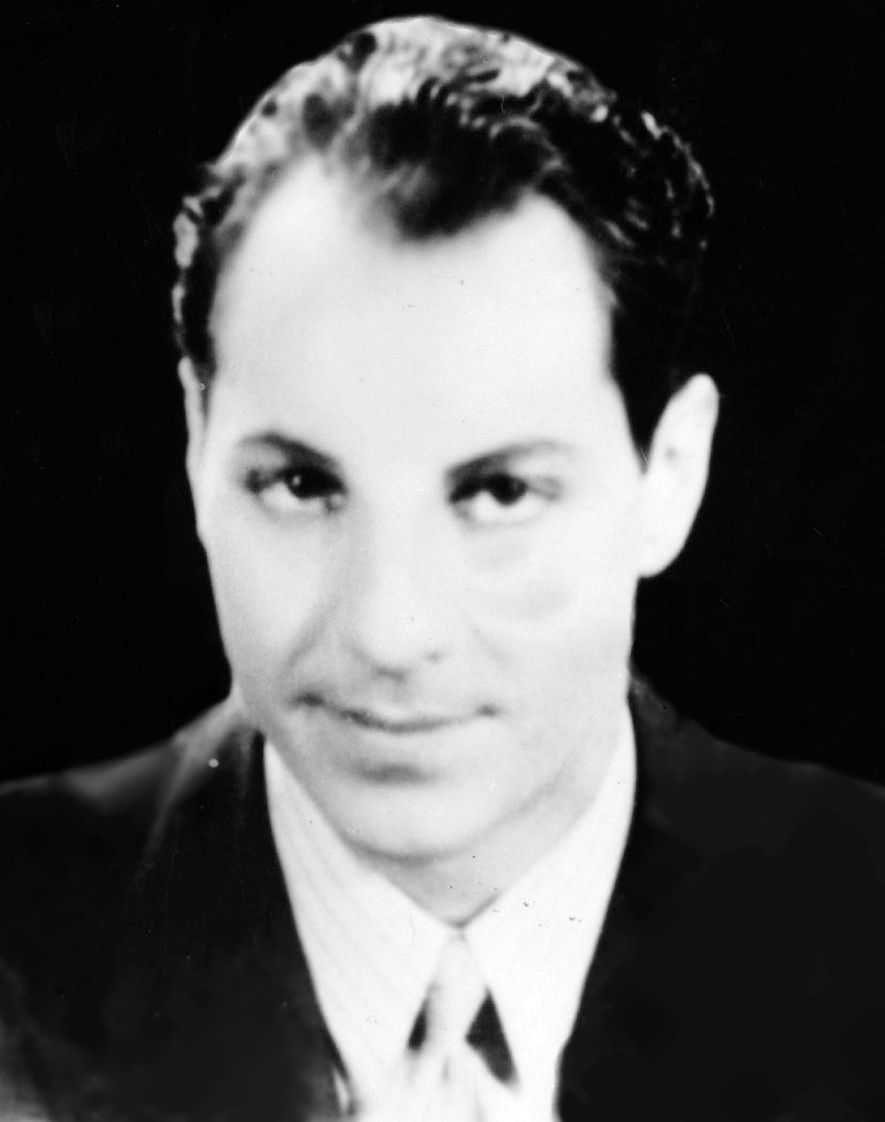
Zeppo Marx (1901–1979)

- Marx-Kruse, Margarethe (* 1897), deutsche Stillleben-, Figuren- und Landschaftsmalerin sowie Kunstgewerblerin und Autorin
- Marx-Steinschneider, Kitty (1905–2002), deutsche Literaturwissenschaftlerin

### Marxe
- Marxen, Bentivolius Heinrich (1911–1995), deutscher Fluchthelfer während des Nationalsozialismus und römisch-katholischer Priester
- Marxen, Herbert (1900–1954), deutscher Zeichner, Karikaturist und Maler
- Marxen, Johannes (* 1955), deutscher Landwirt und Politiker (AfD)
- Marxen, Josef (1906–1946), katholischer Priester und Märtyrer in Albanien
- Marxen, Klaus (* 1945), deutscher Jurist
- Marxer, Alexander (* 1964), liechtensteinischer Politiker
- Marxer, Alexander (* 1994), liechtensteinischer Fußballspieler
- Marxer, Alfred (1876–1945), Schweizer Kunstmaler und Grafiker
- Marxer, Anton (1703–1775), österreichischer Geistlicher, Wiener Weihbischof
- Marxer, Donath (* 1963), liechtensteinischer Fussballspieler
- Marxer, Franz Josef (1871–1958), liechtensteinischer Politiker (FBP)
- Marxer, Günther (* 1964), liechtensteinischer Skirennläufer
- Marxer, Hansjörg, liechtensteinischer Zahnarzt und Kieferorthopäde
- Marxer, Herbert (* 1952), liechtensteinischer Skirennläufer
- Marxer, Horst (* 1958), liechtensteinischer Fussballspieler
- Marxer, Hugo (* 1948), Liechtensteiner Künstler, Bildhauer und Maler
- Marxer, Josef (1889–1972), liechtensteinischer Landwirt und Politiker (VP, später VU)
- Marxer, Josef Ignaz (1877–1958), liechtensteinischer Politiker (FBP, später VP)
- Marxer, Karl (1880–1944), liechtensteinischer Politiker (FBP)
- Marxer, Ludwig (1855–1946), liechtensteinischer Tierarzt und Landtagsabgeordneter
- Marxer, Ludwig (1897–1962), liechtensteinischer Rechtsanwalt und Politiker
- Marxer, Manuela (* 1965), liechtensteinische Leichtathletin
- Marxer, Marco (* 1999), liechtensteinischer Fußballspieler
- Marxer, Maria (* 1931), liechtensteinische Politikerin
- Marxer, Martin (* 1999), liechtensteinischer Fussballspieler
- Marxer, Melitta (1923–2015), Liechtensteiner Aktivistin und Frauenrechtlerin
- Marxer, Otto (1896–1942), deutscher SA-Führer und Sparkassenfunktionär
- Marxer, Patrik, liechtensteinischer Fussballspieler
- Marxer, Peter (1933–2016), liechtensteinischer Rechtsanwalt und Politiker
- Marxer, Regina (* 1951), Liechtensteiner Grafikerin und Künstlerin
- Marxer, Rudolf (1904–1972), liechtensteinischer Politiker (FBP)
- Marxer, Werner (* 1950), liechtensteinischer Künstler und ehemaliger Polizeichef der liechtensteinischen Landespolizei
- Marxer, Wolfgang (* 1960), liechtensteinischer Politiker
- Marxer-Kranz, Gunilla (* 1972), liechtensteinische Politikerin (VU)

### Marxh
- Marxhausen, Thomas (1947–2010), deutscher marxistischer Philosoph

### Marxk
- Marxkors, Reinhard (1932–2024), deutscher Zahnmediziner, Werkstoffkundler und Hochschullehrer

### Marxm
- Marxmüller, Anton (1898–1984), deutscher Maler, Zeichner und Grafiker

### Marxr
- Marxreiter, Johann (1930–1987), deutscher Bauunternehmer, Kommunal- und Landespolitiker (CSU), MdL

### Marxs
- Marxsen, Eduard (1806–1887), deutscher Komponist, Pianist und Musikdirektor
- Marxsen, Willi (1919–1993), deutscher evangelischer Theologe, NeutestamentlerWilli Marxsen (1919–1993)

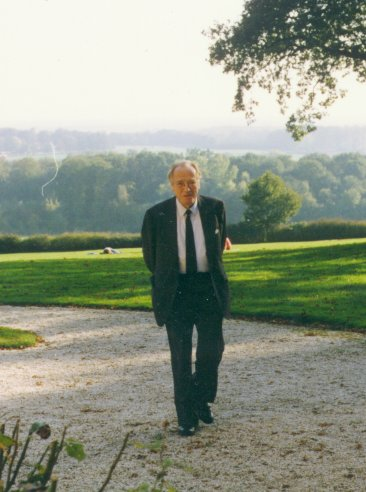
Willi Marxsen (1919–1993)

### Marxt
- Marxt, Lukas (* 1983), österreichischer Künstler

### Marxv
- Marxveldt, Cissy van (1889–1948), niederländische Kinderbuchautorin